# لويز فايس
لويز فايس. (بالفرنسية: Louise Weiss)‏، ولدت 25 يناير 1893 في أراس، وتوفيت 26 مايو 1983 في ماني ليه هاميو، هي صحفية وامرأة أدبية، نسوية وامرأة سياسية فرنسية.

## حياتها
أتت لويزي وييس من عائلة غير محلية من آلزاس، كان والدها -باول لويزي وييس- مهندس معادن وقد كانت بروتستانتيًا ألزاسيًا مشهورًا من منطقة لا بيتي بيير [1]، وتبدأ أسلافها من أمها اليهودية -جيانا جافال- من القرية الألزاسية الصغيرة في منطقة سيببوس لي با. ولقد ترعرعت في باريس مع خمس أشقاء وتدربت كمعلمة بشكل مغاير لرغبة عائلتها، وكانت أستاذة في المدرسة الثانوية للفنون وحازت على درجة من جامعة أوكسفورد.
وبين عام 1914-1918 عملت ممرضة حرب وأسست مشفى في منطقة Côtes-du-Nord. وبين عامي 1918 و1934 كانت الناشرة لمجلة أوروبا الجديدة L'Europe nouvelle والتي كانت تصدر باللغة الفرنسية، ومنذ عام 1935 وحتى بداية الحرب العالمية الثانية عهدت بنفسها للمطالبة بحق تصويت النساء في الانتخابات، في عام 1936 ترشحت للانتخابات البرلمانية الفرنسية متقدمةً عن المنطقة الانتخابية الخامسة في باريس، وخلال الحرب كانت فعالة في المقاومة الفرنسية، وقد ادعت أنها كانت عضوًا في شبكة استرداد الأرض الوطنية، ومع ذلك فإن هذا قد نُفي بشكل رسمي من قبل أعضاء الشبكة. شغلت وييس منصب رئيسة تحرير المجلة السرية (أخبار الجمهورية Nouvelle République) من عام 1942 حتى عام 1944، في عام 1945 أسست معهد دراسة الحروب (أبحاث عن الحروب والنزاعات) جنبًا إلى جنب مع غاستون بوتثويل في لندن  ولقد سافرت إلى الشرق الأوسط واليابان والصين وفيتنام وأفريقيا وكينيا ومدغشقر وألاسكا والهند وغير ذلك الكثير، وقد صنعت أفلامًا وثائقية وكتبت روايات عن رحلاتها، في عام 1975 فشلت مرتين في محاولتها للاعتراف بها من قبل الأكاديمية الفرنسية، في عام 1979 أصبحت عضوًا في البرلمان الأوروبي عن الحزب الديغولي (يعرفون الآن باسم الجمهوريون).

## عملها بالصحافة
نشرت وييس خلال الحرب العالمية الأولى تقاريرها الصحفية الأولى تحت اسم مستعار، في باريس أصبحت على تواصل مع حبها العظيم الأول، ومع ممثلي الأقاليم المناضلة من أجل الاستقلال مثل إدوارد بيني وتوماس ماساريك وميلان ستيفانيك، وبين عامي 1919 و1939 كانت عادةً ما تسافر إلى تشيكوسلوفاكيا. في عام 1918 أسست الصحيفة الأسبوعية (أوروبا الجديدة) والتي قامت بنشرها حتى عام 1934، وقد كان من ضمن الكتاب المشاركين معها في الصحيفة كل من توماس مان وغوستاف ستريسيمان ورودولف بريتيشكيد وأريستايد برياند، وصفت لويزي وييس أولئك الذين مهدوا الطريق من أجل إنهاء العلاقة الفرنسية الألمانية خلال الحرب العالمية بـ (حجاج السلام) وقد دعوا عملهم المشترك المهم (لويزي الجيدة). كان الحلم الأوروبي بالاتحاد قائمًا في عام 1930 وقد أسست وييس (مدرسة السلام Ecole de la Paix) وهي عبارة عن معهد خاص من أجل العلاقات الدولية، وباحتلال من الاشتراكية الوطنية في ألمانيا انتهت إمكانية الوحدة.

## عملها بالسياسة
تقدمت لويزي وييس في عام 1979 كمرشحة عن الحزب الديغولي في الانتخابات الأوروبية الأولى، وفي 17 تموز عام 1979 انتخبت عضوًا فرنسيًا في البرلمان الأوروبي مع حزب الأشخاص الأوروبيين، وفي وقت انتخابها الأول -بعمر 86 عام- كانت أكبر عضو في البرلمان ونتيجة لذلك أصبحت أول «أكبر عضو» في البرلمان الأوروبي، وقد بقيت عضوًا في البرلمان الأوروبي وأكبر عضو حتى وفاتها في 26 أيار 1983 عن عمر ناهز الـ 90 عامًا. يحمل مبنى البرلمان الرئيسي في ستراسبورغ اسمها.

## النشاطات في مجال حقوق المرأة
في عام 1934، أسست جمعية الامرأة الجديدة بالمشاركة مع سيسلي برونسفيغ وقد ناضلت من أجل الحصول على دور أقوى للنساء في الحياة العامة، وقد شاركت في مخيمات من أجل حق النساء في التصويت في فرنسا مطالبةً القيادة بمنح المرأة حقها في التصويت والمشاركة في الانتخابات، متظاهرة ومقيدة نفسها إلى أعمدة النور في الشوارع هي ونساء أخريات، في عام 1935 أقامت دعوة غير ناجحة ضد عدم قدرة الامرأة على التصويت قبل إنشاء مجلس السيادة في فرنسا.

## أعمالها
أعمالها السياسية
- جمهورية تشيكوسلوفاكيا La République Tchécoslovaque عام 1919
- ميلان ستيفانيك، براغ عام 1920.

السير الذاتية
- ذكريات طفولة امرأة جمهورية Souvenirs d'une enfance républicaine باريس عام 1937
- رغبة المرأة Ce que femme veut باريس عام 1946.
- مذكرات امرأة أوروبية Mémoires d'une Européenne باريس بين عامي 1968-1976.

الروايات
- الخلاص Délivrance باريس عام 1936.
- المارسييز Marseillaise، النشيد الوطني الفرنسي الجزئين الأول والثاني باريس عام 1945 والجزء الثالث عام 1947.
- سابين ليغراند Sabine Legrand باريس عام 1951
- متعة النهايات Dernières Voluptés باريس عام 1979.

الأعمال المسرحية
- آرتور وفرحة الانتحار Arthur ou les joies du suicide
- سيغمارينجين وملك التفاهة Sigmaringen ou les potentats du néant
- المستلم Le récipiendaire
- صاحبة الأرض La patronne
- التكيف مع متعة النهايات Adaptation des Dernières Voluptés

كتب السفر والرحلات
- الذهب، شاحنة الصليب L'or, le camion et la croix في باريس عام 1949
- الرحلة الفاتنة Le voyage enchanté في باريس عام 1960.
- الكشمير، ألبوم الدليل الأزرق Le Cachemire, Les Albums des Guides Bleus باريس عام 1955.

مقالات اجتماعية
- رسالة جنين Lettre à un embryon في باريس عام 1973.

الفولوكلور والفن وعلم الآثار
- حكاية أسطورة الشمال العظيم Contes et légendes du Grand-Nord في باريس عام 1957.

## الإنجازات
- البناء الرئيسي للبرلمان الأوروبي في ستراسبورغ يحمل اسمها.
- شارع في المنطقة 12e في باريس مسمى على اسمها.
- مدرسة ابتدائية بنيت من قبل فريتز بيبلو في ستراسبورغ الحديثة Strasbourg-Neudorf تحمل اسمها.
- عضو فخري في مجلس الجامعة العليا في ستراسبورغ.
- فائزة بجائزة روبيرت شومان.
- ضابط رفيع المستوى في فيلق الشرف.

## مؤسستها
في كل سنة تمنح مؤسسة لويزي وييس جائزة للكاتب أو المؤسسة التي تساهم بالإنجاز الأكبر في السلام وتحسين علاقات البشر والجهود من أجل إفادة أوروبا.

## روابط خارجية
- لويز فايس على موقع IMDb (الإنجليزية)
- لويز فايس على موقع مونزينجر (الألمانية)